# Sphaerotheca breviceps
Sphaerotheca breviceps е вид жаба от семейство Dicroglossidae. Видът не е застрашен от изчезване.

## Разпространение
Разпространен е в Индия, Мианмар, Непал, Пакистан и Шри Ланка.

## Описание
Популацията на вида е стабилна.